# Flaviana Charles
Flaviana Charles es una abogada tanzana y la directora ejecutiva de Business and Human Rights Tanzania. Es también una miembro activa de la Red de Mujeres en la Prevención de Conflictos y la Mediación de la Unión Africana.

## Biografía
Flaviana Charles creció en Mtandika, Tanzania, cómo huérfana. Charles pudo asistir a la Escuela de Comercio de Mtandika gracias a una bolsa de patrocinio, una de los diez estudiantes que lo hizo. Fue criada por la Hermana Barberina Mhagala, la supervisora de la escuela de oficios, la cual proporciona a jóvenes que no pudieron continuar la educación secundaria habilidades de sastrería y confección.
En 2002, Charles obtuvo su Licenciatura en Derecho (LLB) por la Universidad de Dar es Salaam y luego obtuvo su maestría en Derecho Internacional y Derechos Humanos en 2010 en la Universidad de Coventry en Inglaterra.
Después de graduarse, Flaviana Charles se convirtió en oficial de programas del Centro Legal y de Derechos Humanos en Tanzania. Charles se convirtió en miembro de numerosas organizaciones centradas en el derecho y en los derechos humanos, incluyendo el Tanganyika Law Society (Comité de Educación Legal Continuo), la East African Law Society (Sociedad Jurídica de África Oriental), la Coalición Africana para la Responsabilidad Corporativa, la Asociación de Mujeres Abogadas de Tanzania, y la Asociación de Defensores de los Derechos Humanos de Tanzania. Además, Charles dio conferencias en la Universidad de Bagamoyo y la Escuela de Derecho de Tanzania, centrándose en la equidad de género, los derechos de las inversiones comunitarias, el derecho a la limpieza, y la responsabilidad social corporativa.